# John Aylward
John Aylward (* 7. November 1946 in Seattle, Washington; † 16. Mai 2022 ebenda) war ein US-amerikanischer Schauspieler.

## Leben und Karriere
Der 1946 in Seattle geborene John Aylward studierte bis 1971 Schauspiel an der University of Washington. Danach war er festes Ensemblemitglied beim Seattle Repertory Theatre. Ab Mitte der 1980er Jahre erhielt er verstärkt Rollenangebote für Film und Fernsehen. Bekannte Rollen sind die des Dr. Donald Anspaugh in der Krankenhausserie Emergency Room – Die Notaufnahme ab 1996 oder die Figur Barry Goodwin in der Serie The West Wing – Im Zentrum der Macht ab 2005. Zuletzt trat er 2020 in der Serie Briarpatch: Texas Kills! und dem Film Out of Play – Der Weg zurück in Erscheinung.
Insgesamt wirkte er bei über 90 Produktionen mit.
John Aylward starb im Mai 2022 in seiner Heimatstadt Seattle nach langer Krankheit im Alter von 75 Jahren.

## Filmografie (Auswahl)
- 1993: Turtles III (Teenage Mutant Ninja Turtles III)
- 1996–2008: Emergency Room – Die Notaufnahme (ER, Fernsehserie, 74 Folgen)
- 1998: Armageddon – Das jüngste Gericht (Armageddon)
- 1998: Finding Graceland – Unterwegs mit Elvis (Finding Graceland)
- 1999: Instinkt (Instinct)
- 2000: Thirteen Days
- 2000: The Others (Fernsehserie, 9 Folgen)
- 2000–2001: Family Law (Fernsehserie, 5 Folgen)
- 2000–2001: Auf der Flucht – Die Jagd geht weiter (The Fugitive, Fernsehserie, 5 Folgen)
- 2001: Just Visiting
- 2003: Down with Love – Zum Teufel mit der Liebe! (Down with Love)
- 2005: Kaltes Land (North Country)
- 2005: Carnivàle (Fernsehserie, 2 Folgen)
- 2005–2006: The West Wing – Im Zentrum der Macht (The West Wing, Fernsehserie, 6 Folgen)
- 2006: Die Prophezeiungen von Celestine (The Celestine Phrophecy)
- 2008: The Mentalist (eine Folge)
- 2009: CSI: Den Tätern auf der Spur (CSI: Crime Scene Investigation, Fernsehserie, Folge 9x15)
- 2010: The Crazies – Fürchte deinen Nächsten (The Crazies)
- 2012: House of Lies (Fernsehserie, Folge 1x01)
- 2018: Nobodies (Fernsehserie, 5 Folgen)
- 2020: Out of Play – Der Weg zurück (The Way Back)